# فهرست نمایندگان دوره ششم مجلس شورای اسلامی
نمایندگان دوره ششم مجلس شورای اسلامی که انتخابات آن در ۲۹ بهمن ۱۳۷۸ برگزار و اولین جلسه آن در ۷ خرداد ۱۳۷۹ به تعداد ۳۳۳ نفر بودند که اسامی آنها به ترتیب زیر است :

## آ، ا، ب، پ، ت، ث
آ
- محسن آرمین - استان تهران (اسلامشهر / تهران / ری / شمیرانات)
- آزادی آزادمنش - استان خراسان رضوی (گناباد)
- غلامحسن آقائی - استان سیستان و بلوچستان (زابل)
- خلیل آقائی کهلیک بلاغی - استان اردبیل (مشگین‌شهر)
- علی‌اکبر آقایی مغانجویی - استان آذربایجان غربی - (سلماس)
- مهدی آیتی - استان خراسان جنوبی (بیرجند)

ا
- غلام‌حیدر ابراهیم بای سلامی - استان خراسان رضوی (خواف / رشتخوار)
- ژرژیک ابرامیان - نمایندگان اقلیت (مسیحیان ارامنه جنوب کشور)
- سید محمدحسن ابوترابی‌فرد - استان قزوین (قزوین / آبیک)
- جواد اطاعت - استان فارس (داراب)
- علی‌محمد احمدی - استان لرستان (الیگودرز)
- عیسی‌قلی احمدی‌نیا - استان خوزستان (ایذه / باغملک)
- محمود اخوان بازارده - استان گیلان (لنگرود)
- بهاءالدین ادب - استان کردستان (دیواندره / سنندج / کامیاران)
- عسکر اسلام دوست کاربندی - استان گیلان (تالش)
- محمدرضا اسماعیلی مقدم - استان قم (قم)
- علی اشرف عبدالله‌پوری حسینی - استان آذربایجان شرقی (آذر شهر / اسکو / تبریز)
- بهروز افخمی - تهران (استان اسلامشهر / تهران / ری /شمیرانات)
- جعفر افقهی فریمانی - استان خراسان رضوی (احمدآباد / رضویه / سرخس / فریمان)
- حسن الماسی - استان اردبیل (بیله سوار / پارس‌آباد)
- شهربانو امانی انگنه استان آذربایجان غربی ارومیه
- مجید انصاری - استان تهران (اسلامشهر / تهران / ری /شمیرانات)
- حسین انصاری‌راد - استان خراسان رضوی (نیشابور)
- حسین انواری - استان آذربایجان شرقی (سراب)
- شهربانو امانی انگنه - استان آذربایجان غربی (ارومیه)
- باقر امامی - استان آذربایجان شرقی (جلفا / مرند)
- فاضل امیرجهانی - استان زنجان (ابهر / خرمدره)
- علی‌اصغر امیرشعردوست - استان آذربایجان شرقی (آذر شهر / اسکو / تبریز)
- سید ابراهیم امینی - استان فارس (ممسنی)
- علی اکبرزاده - استان آذربایجان شرقی (خاروانا / ورزقان)

ب
- محمدباقر باقری‌نژادیان فرد - استان فارس (کازرون)
- غلامحسین برزگر - استان فارس (سپیدان)
- طاهرآقا برزگر تکمه داش - استان آذربایجان شرقی (بستان آباد)
- احمد بورقانی فراهانی - استان تهران (اسلامشهر / تهران / ری /شمیرانات)
- عبدالرحیم بهاروند - استان لرستان (خرم‌آباد)
- قهرمان بهرامی حسن‌آبادی -استان اصفهان (مبارکه)
- سهراب بهلولی قشقایی - استان فارس (فیروزآباد/قیروکارزین/فراشبند)
- رحمان بهمنش - استان آذربایجان غربی (مهاباد)

پ
- مروت‌الله پرتو - استان زنجان (خدابنده)
- سمیر پورجزایری - استان خوزستان (خرمشهر)
- احمد پورنجاتی - استان تهران (اسلامشهر / تهران / ری /شمیرانات)
- محمد پیران - استان همدان (رزن)
- پیرموذن نورالدین اردبیل

ت
- عبدالرحمن تاج‌الدین خوزانی -استان اصفهان (اصفهان)
- علی تاجرنیا - استان خراسان رضوی (مشهد)
- محسن ترکاشوند - استان همدان (تویسرکان)
- حسن توفیقی -استان اصفهان (کاشان / آران و بیدگل)
- ولی‌الله توکلی‌طباء زواره -استان اصفهان (اردستان)
- غلامحسین تکفلی - استان خراسان رضوی (مشهد)

## ج، چ، ح، خ
ج
- علی‌اکبر جعفری - استان مرکزی (ساوه)
- جلال جلالی‌زاده - استان کردستان (دیواندره / سنندج / کامیاران)
- سهیلا جلودارزاده - استان تهران (اسلامشهر / تهران / ری /شمیرانات)
- غلام‌محمد جهاندیده - استان سیستان و بلوچستان (سراوان)
- رسول جماعتی مالوانی - استان گیلان (شفت / فومن)

ح
- حمیدرضا حاجی بابایی - استان همدان (همدان)
- عبدالله حاجیانی - بوشهر (استان جم / کنگان / دیر)
- داود حسن‌زادگان رودسری - استان گیلان (املش / رودسر)
- شهباز حسین‌زاده تقی آباد - استان آذربایجان غربی (تکاب / شاهین‌دژ / میاندوآب)
- ابوالقاسم حسینی - استان خراسان رضوی (بجنورد / جاجرم)
- مسعود حسینی - استان کردستان (قروه)
- سید منصور حسینی - استان گلستان
- هادی حسینی خامنه‌ای - استان تهران (اسلامشهر / تهران / ری /شمیرانات)
- رجب حسینی‌نسب - استان ایلام (آبدانان / دره شهر / دهلران)
- الیاس حضرتی - استان تهران (اسلامشهر / تهران / ری /شمیرانات)
- فاطمه حقیقت‌جو - استان تهران (اسلامشهر / تهران / ری /شمیرانات)
- عبدالرضا حیدری‌زادی - استان ایلام (ایوان / ایلام / شیروان و چرداول / مهران)
- فریدون حسنوند - استان خوزستان (اندیمشک)

خ
- فاطمه خاتمی - استان خراسان رضوی (مشهد)
- محمدرضا خاتمی - استان تهران (اسلامشهر / تهران / ری /شمیرانات)
- ناصر خالقی -استان اصفهان (اصفهان)
- محمدرضا خباز - استان خراسان رضوی (کاشمر / کوهسرخ / بردسکن / خلیل آباد)
- حسن خوشرو - استان کرمان (کرمان)
- محمدحسین خلیلی اردکانی - استان تهران (کرج)
- مرتضی خیرآبادی - استان خراسان رضوی (سبزوار)
- سلمان خدادادی - استان آذربایجان شرقی (ملکان)

## د، ذ، ر، ز، ژ
د
- محمد دادفر - استان بوشهر (بوشهر / بندر دیلم / گناوه)
- حاصل داسه - استان آذربایجان غربی (سردشت / پیرانشهر)
- لون داویدیان - نمایندگان اقلیت (مسیحیان ارامنه شمال کشور)
- خسرو دبستانی - نمایندگان اقلیت (اقلیت‌های دینی / زرتشتیان)
- محمود دعایی - استان تهران (اسلامشهر / تهران / ری /شمیرانات)
- محمدرضا دولت آبادی - استان خراسان رضوی (نیشابور)

ذ
- محمدباقر ذاکری - خراسان رضوی (قوچان)

ر
- محمد رئیسی نافچی - استان چهار محال و بختیاری (شهرکرد)
- فاطمه راکعی - استان تهران (اسلامشهر / تهران / ری /شمیرانات)
- نورمحمد ربوشه - استان سیستان و بلوچستان (ایرانشهر)
- رجب رحمانی - استان قزوین (تاکستان)
- علی‌اصغر رحمانی خلیلی - استان مازندران (بهشهر)
- محمد رشیدیان - استان خوزستان (آبادان)
- امیدوار رضایی میرقائد - استان خوزستان (مسجد سلیمان)
- طاهره رضازاده - استان فارس (شیراز)
- ابوالفضل رضوی -استان اصفهان (نائین)
- سید محمد رضوی یزدی - استان یزد (صدوق / یزد)
- حسین روزبهی - استان مازندران (ساری)
- سعدالله روستا طسوجی - استان فارس (خرامه / سروستان / کربال)
- محمدتقی رنجبر چوبه - استان گیلان (صومعه سرا)
- احمد رهبری (گرمسار) - استان سمنان (گرمسار)
- احمد رمضانپور نرگسی - استان گیلان (رشت)
- حسن رمضانیان‌پور -استان اصفهان (شهرضا)

ز
- حسن زحمتکش - استان گیلان (آستارا)

## س، ش، ص، ض
س
- جلیل سازگارنژاد - استان فارس (شیراز)
- ابوالقاسم سرحدی‌زاده - استان تهران (اسلامشهر / تهران / ری /شمیرانات)
- محمدعلی سعدایی جهرمی - استان فارس (جهرم)
- محمدرضا سعیدی - استان تهران (اسلامشهر / تهران / ری /شمیرانات)
- محمد سقایی - استان فارس (استهبان / نی‌ریز)
- مسیح سلیم بهرامی - استان مازندران (ساری)
- بهیار سلیمانی - استان فارس (فسا)
- داوود سلیمانی - استان تهران (اسلامشهر / تهران / ری /شمیرانات)
- منصور سلیمانی میمندی - استان کرمان (شهر بابک)
- عبدالله سهرابی - استان کردستان (مریوان)
- علی سیدآقامیری - استان خوزستان (دزفول)
- حمید سیدمهدوی اقدم - استان آذربایجان شرقی (تبریز)

ش
- علی اصغر شعردوست -استان آذربایجان شرقی (تبریز)
- مرتضی شایسته -استان اصفهان (گلپایگان و خوانسار)
- جاسم شدیدزاده - استان خوزستان (اهواز)
- ابوالفضل شکوری - استان زنجان (زنجان)
- علی شکوری راد - استان تهران (اسلامشهر / تهران / ری /شمیرانات)
- ماشاءالله شکیبی - استان خراسان رضوی (طبس / فردوس)
- احمد شیرزاد - استان اصفهان (اصفهان)
- مرتضی شیرزادی - استان کرمانشاه (سرپل ذهاب / قصر شیرین / گیلانغرب)

ص
- رسول صدیقی بنابی - استان آذربایجان شرقی (بناب)
- فخرالدین صابری - استان مازندران (تنکابن / رامسر)
- محمدصادق صادقی - استان گلستان (علی‌آباد کتول)
- رضا صالح جلالی - استان گیلان (آستانه اشرفیه)
- گل‌محمد صالحی سلح چینی - استان چهار محال بختیاری (لردگان)
- ذبیح‌الله صفایی - استان همدان (اسدآباد)
- محسن صفایی فراهانی - استان تهران (اسلامشهر / تهران / ری /شمیرانات)

## ط، ظ، ع، غ، ف، ق
ط
- طاهر طاهری - استان سمنان (سمنان)
- مصطفی طاهری نجف آبادی -استان اصفهان (تیران و کرون / نجف آباد)
- سید مهدی طباطبایی (آباده) - استان فارس (آباده / بوانات / خرمبید)
- اسماعیل ططری - استان کرمانشاه (کرمانشاه)
- اترک طیار - استان گلستان (گنبد کاووس)

ظ
- سید طاهر طاهری - استان سمنان (سمنان)[۲]
- علی ظفرزاده - استان خراسان رضوی (مشهد)

ع
- غلامعلی عابدی - استان خراسان رضوی (سربیشه / نهبندان)
- ابوالقاسم عابدین‌پور - استان خراسان رضوی (تربت حیدریه)
- پیمان عاشوری بندری - استان خوزستان (بندر ماهشهر)
- عبدالزهرا عالمی نیسی - استان خوزستان (دشت آزادگان)
- محمد عبایی خراسانی - استان خراسان رضوی (مشهد)
- غلامرضا عبدالوند - استان لرستان (ازنا / دورود)
- حمیده عدالت - استان بوشهر (دشتستان)
- احمد عظیمی - استان فارس (شیراز)
- وحیده علایی طالقانی - استان تهران (اسلامشهر / تهران / ری /شمیرانات)
- محمدرضا علی‌حسینی عباسی - استان همدان (نهاوند)
- نعمت‌الله علیرضایی -استان اصفهان (خمینی شهر)
- کرامت‌الله عمادی -استان اصفهان (سمیرم)
- صلاح‌الدین علائی -استان کردستان (سقز / بانه)

غ
ف
- کریم فتاح‌پور موانه - استان آذربایجان غربی (ارومیه)
- محمد فرخی - استان کرمان (جیرفت و عنبر آباد)

ق
- حسینعلی قاسم زاده - استان مازندران (بابل)
- خداداد قبادی - استان فارس (اقلید)
- حسن قشقاوی - استان تهران (رباط کریم)
- قلی‌الله قلی‌زاده - استان آذربایجان شرقی (هوراند / کلیبر)
- علی قنبری - استان چهار محال بختیاری (اردل/ فارسان / کیار)
- قربان‌علی قندهاری - استان گلستان
- ناصر قوامی - استان قزوین (قزوین)

## ک، گ، ل، م
ک
- عبدالله کعبی - ‌‌استان خوزستان (آبادان)
- محمود کاظمی دینان - استان مازندران (آمل / لاریجان)
- محمد کاظمی - استان همدان (ملایر)
- جعفر کامبوزیا - استان سیستان و بلوچستان (زاهدان)
- جمیله کدیور - استان تهران (اسلامشهر / تهران / ری /شمیرانات)
- باقر کرد - استان سیستان و بلوچستان (زاهدان)
- مهدی کروبی - استان تهران (اسلامشهر / تهران / ری /شمیرانات)
- منصور کشفی - استان فارس (لارستان)
- محمدعلی کوزه‌گر - استان تهران (شهریار)
- الهه کولایی - استان تهران (اسلامشهر / تهران / ری /شمیرانات)
- علی کوهساری - استان گلستان (آزادشهر / رامیان)
- حمید کهرام - استان خوزستان (اهواز)
- محمد کیافر - استان آذربایجان شرقی (میانه)
- اسدالله کیان ارثی - استان اصفهان (فریدون‌شهر / فریدن)
- محمد کیانوش‌راد - استان خوزستان (اهواز)
- مصطفی محمدی- استان کرمانشاه (پاوه و اورامانات)

گ
- غلامرضا گرزین - استان مازندران (جویبار / سوادکوه / قائمشهر)
- عظیم گل - استان گلستان (بندر ترکمن / بندر گز / کردکوی)
- جعفر گلباز - استان تهران (ساوجبلاغ / طالقان)

ل
- حسین لقمانیان - استان همدان (همدان)

م
- سید حاجی محمد موحد- استان کهگیلویه و بویراحمد/کهگیلویه
- محمدمحمدی- دلفان/سلسله
- علی‌اکبر محتشمی‌پور - استان تهران (اسلامشهر / تهران / ری /شمیرانات)
- علیرضا محجوب -استان تهران (اسلامشهر/تهران/ری/شمیرانات)
- محمد محمدرضایی - استان کردستان (بیجار)
- علی محمد غریبانی - استان اردبیل (اردبیل / نمین / نیر)
- امرالله محمدی جزی -استان اصفهان (برخوار / میمه)
- احمد مرادی - استان خراسان رضوی (طرقبه / چناران)
- محمدکاظم مرتضوی - استان یزد (ابرکوه / بافق / خاتم / مهریز)
- سلیم مرعشی - استان گیلان (رودبار)
- حسین مرعشی - استان کرمان (کرمان)
- رجب‌علی مزروعی -استان اصفهان (اصفهان)
- اکرم مصوری‌منش -استان اصفهان (اصفهان)
- موریس معتمد - نمایندگان اقلیت (اقلیت‌های دینی / کلیمیان)
- قاسم معماری - استان آذربایجان شرقی (اهر / هریس)
- محمد مودب‌پور - استان گیلان (رشت)
- افضل موسوی - استان زنجان (زنجان / طارم)
- امرالله موسوی - استان مرکزی (خمین)
- جلال موسوی - استان فارس (لامرد)
- میرطاهر موسوی - استان آذربایجان شرقی (آذر شهر / اسکو / تبریز)
- علی‌اکبر موسوی (خوئینی) - استان تهران (اسلامشهر / تهران / ری /شمیرانات)
- مجتبی موسوی اجاق - استان کرمانشاه (کرمانشاه)
- میرقسمت موسوی اصل - استان اردبیل (گرمی)
- سید باقر موسوی جهان آباد - استان کهکیلویه و بویراحمد (بویراحمد)
- عیسی موسوی‌نژاد - استان لرستان (خرم‌آباد)
- عیسی مقدمی‌زاد - استان خوزستان (شادگان)
- رسول مهرپرور - استان خراسان رضوی (درگز)
- احمد میدری - استان خوزستان (آبادان)
- محسن میردامادی نجف آبادی - استان تهران (اسلامشهر / تهران / ری /شمیرانات)
- منصور میرزاکوچکی بروجنی - استان چهار محال بختیاری (بروجن)

## ن، و، ه، ی
ن
- ابوذر ندیمی -گيلان ( لاهيجان)
- محسن نریمان - استان مازندران (بابل)
- حاتم نارویی - استان کرمان (بم)
- مقداد نجف نژاد - استان مازندران (فریدونکنار)
- رحمان نامجو - استان آذربایجان غربی (بوکان)
- بهزاد نبوی - استان تهران (اسلامشهر / تهران / ری /شمیرانات)
- عبدالمحمد نظام الاسلامی - استان لرستان (بروجرد)
- علی نظری - استان مرکزی (اراک)
- قدرت‌الله نظری‌نیا - استان کرمانشاه (صحنه / هرسین / کنگاور)
- محمد نعیمی‌پور - استان تهران (اسلامشهر / تهران / ری /شمیرانات)
- علی‌محمد نمازی - استان اصفهان (لنجان)
- محمدباقر نوبخت حقیقی - استان گیلان (رشت)
- علی‌رضا نوری - استان تهران (اسلامشهر / تهران / ری /شمیرانات)
- حسین نوش‌آبادی - استان تهران (ورامین)

و
- رمضان وحیدی - استان خراسان رضوی (بجنورد / جاجرم)
- سراج‌الدین وحیدی مهرجردی - استان یزد (تفت / میبد)
- شمس‌الدین وهابی - تهران (استان اسلامشهر / تهران / ری /شمیرانات)

ه
- علی‌اصغر هادی‌زاده - استان مرکزی (دلیجان / محلات)
- سید محمد هاشمی - استان کرمان (بردسیر / سیرجان)
- علی هاشمی بهرمانی - استان کرمان (رفسنجان)
- مسعود هاشمی زهی - استان سیستان و بلوچستان (خاش / نصرت آباد / میرجاوه)
- غلامعلی هزارجریبی - استان گلستان

ی
- علی یاری - استان ایلام (ایوان / ایلام / شیروان و چرداول / مهران)
- علی‌محمد یثربی - استان قم (قم)
- رضا یوسفیان - استان فارس (شیراز)
- میرمحمود یگانلی - استان آذربایجان غربی (ارومیه)